# Hôpital des grands brûlés de Zéralda
L'hôpital des grands brûlés de Zéralda est un établissement public hospitalier algérien, spécialisé dans le soin des grands brûlés, situé à Zéralda, wilaya d'Alger.

## Historique
Inauguré le 5 juillet 2023 par le président Abdelmadjid Tebboune à l’occasion du 61ᵉ anniversaire de la fête de l’indépendance, l’hôpital porte le nom du médecin algérien et ancien ministre des Affaires religieuses Saïd Chibane, décédé quelques mois plut tôt. C'est le plus grand hôpital spécialisé dans les soins des grands brûlés  en Algérie.
L'établissement s'étend sur 27 000 m2 avec une capacité d'accueil de 140 lits. Il dispose d'un service de réanimation, de blocs opératoires, d'un service de radiologie, d'un pavillon des urgences et d'un service de chirurgie esthétique et réparatrice pour adultes et d'un service de chirurgie esthétique et réparatrice pour enfants.